# Philipp Lienhart
Philipp Lienhart (* 11. července 1996) je rakouský fotbalista, který hraje jako střední obránce za SC Freiburg a rakouskou reprezentaci. 

## Klubová kariéra
Lienhart v letech 2013–2014 hrál za B-tým Rapidu Vídeň.

### Real Madrid
V srpnu 2014 byl poslán na hostování do C-týmu Realu Madrid.
Na konci sezóny s klubem podepsal smlouvu, trenér Zinedine Zidane ho přesunul do B-týmu. 30. srpna 2015 debutoval za B-tým proti CF Rayo Majadahonda. 2. prosince 2015 debutoval v A-týmu, v zápase Copa del Rey proti Cádizu střídal Jamese Rodrígueze.

### SC Freiburg
5. července 2017 byl poslán na hostování do Freiburgu. V červnu 2018 podepsal s klubem smlouvu. 

## Reprezentační kariéra
Lienhart reprezentoval Rakousko v kategoriích do 18, 19, 20 a 21 let.
Od roku 2017 hraje za seniorskou reprezentaci. Byl nominován do sestavy na Mistrovství Evropy ve fotbale 2024.